# Wrecking Ball (álbum de Emmylou Harris)
Wrecking Ball es el decimoctavo álbum de estudio de la cantante estadounidense Emmylou Harris, publicado por la compañía discográfica Elektra Records en septiembre de 1995. En un intento por alejarse del sonido country tradicional con el que se había dado a conocer, Harris colaboró con el productor Daniel Lanois, conocido por su trabajo con el grupo U2, y con el ingeniero Mark Howard. El álbum contó con la colaboración de artistas invitados como Steve Earle, Larry Mullen, Jr., Lucinda Williams y Neil Young, compositor del tema que da título al disco.
Tras su publicación, Wrecking Ball recibió en general reseñas positivas de la prensa musical, quien lo situó en varias listas de los mejores discos del año. Como álbum que redefinió su carrera, Wrecking Ball fue comparado con Broken English de Mariane Faithfull y American Recordings de Johnny Cash. Ganó el Grammy al mejor álbum de folk contemporáneo.

## Lista de canciones
1. "Where Will I Be?" [con Daniel Lanois] (Daniel Lanois) – 4:15
2. "Goodbye" (Steve Earle) – 4:53
3. "All My Tears" (Julie Miller) – 3:42
4. "Wrecking Ball" (Neil Young) – 4:49
5. "Goin' Back to Harlan" (Anna McGarrigle) – 4:51
6. "Deeper Well" (David Olney, Lanois, Emmylou Harris) – 4:19
7. "Every Grain of Sand" (Bob Dylan) – 3:56
8. "Sweet Old World" (Lucinda Williams) – 5:06
9. "May This Be Love" [con Daniel Lanois] (Jimi Hendrix) – 4:45
10. "Orphan Girl" (Gillian Welch) – 3:15
11. "Blackhawk" (Daniel Lanois) – 4:28
12. "Waltz Across Texas Tonight" (Rodney Crowell, Emmylou Harris) – 4:46

## Personal
- Emmylou Harris – voz, guitarra acústica en 3 5 7 10 11 12, coros en 10
- Daniel Lanois – mandolina en 1 2 3 5 8 10 11 12, guitarra eléctrica en 1 2 3 4 6 8 9 11 12, guitarra acústica en 2 7 11, bajo en 1 3, dulcimer en 10, coros 1 9, percusión en 4, bass pedal en 8
- Malcolm Burn – piano en 2 4 8 11 12, pandereta en 4 10 11, vibráfono en 4, órgano en 5 7, sintetizador en 5, teclados en 6, guitarra slide en 8 12, bajo en 11, batería en 11, coros 11
- Larry Mullen, Jr. – batería en 2 4 6 7 8 9 12, platillos en 4
- Tony Hall – percusión y bajo en 2 4 6 7 12
- Daryl Johnson – coros en 1 5 10, batería en 5 10, bajo en 6

## Posición en listas
| País           | Lista           | Posición |
| -------------- | --------------- | -------- |
| Estados Unidos | Country Albums  | 94       |
| Reino Unido    | UK Albums Chart | 46       |